# James O'Meara
 (octobre 2022).
James Joseph "Orange" O'Meara (20 février 1919 - 5 juillet 1974) était un officier de la Royal Air Force et un pilote de chasse de la Seconde Guerre mondiale. Il est devenu un as pendant la bataille d'Angleterre. Il pilotait un Supermarine Spitfire. A la fin de la guerre, il a été crédité de 11 victoires, deux victoires partagées, une détruite non confirmée, quatre probables, 11 appareils ennemis endommagés et un endommagé partagé.

## Biographie

### Jeunesse
James O'Meara est né à Barnsley, dans le Yorkshire, le 20 février 1919. Il a eu très tôt une passion pour l'aviation mais a dû travaillé comme employé de banque à Norwich, Norfolk pour gagner de l'argent afin de s'offrir des cours de pilotage. Il a obtenu la licence de pilote n°15093 au Norfolk & Norwich Aero Club le 19 juin 1937  et est entré dans la Royal Air Force en avril 1938 à l'âge de 19 ans, et a été confirmé comme officier pilote le 4 avril 1939. Le 18 juin 1939, il est affecté au 9 FTS, RAF Hullavington.

### 2eGuerre mondiale
La première affectation opérationnelle de James O'Meara est au 64e Escadron basé à RAF Hornchurch, avec lequel il obtient sa première victoire au-dessus de Dunkerque le 31 mai 1940 lorsqu'il abat un Bf 109 allemand. Il avait déjà endommagé un Ju 88 au large de Calais le 21 mai. La suivante est un Bf 109 du JG 51 au-dessus de la Manche le 19 juillet et le 29 juillet, alors qu'il intercepte un raid au-dessus de Douvres, il revendique deux Ju 87. Le 11 août 1940, ce sont 2 Bf 109 "probables" et le lendemain un de plus ; le 13 août, c'est un Bf 109 abattu le 13 août et le 15, il endommage trois bombardiers Heinkel He 111. Le 18 août, O'Meara revendique la destruction partagée d'un Ju 88 et la destruction d'un He 111.
O'Meara est nommé peu de temps après au 72e Escadron à Biggin Hill. Il est promu pilot Officer le 3 septembre 1940. Il est décoré de la Distinguished Flying Cross (DFC) le 24 septembre 1940. Il endommage un Do 17 le 27 septembre. Sa citation pour la DFC dans la London Gazette dit :
« Le pilot officer O'Meara a fait preuve d'un très haut degré de compétence et de dévouement au devoir dans toutes les opérations contre l'ennemi et a détruit au moins six avions ennemis. Son exemple et sa vivacité ont été remarquables. »
Il est ensuite transféré pour une "période de repos" au No. 421 (reconnaissance) de la RAF à Hawkinge afin de préparer les nouveaux pilotes qui formeront le noyau du No. 91 Squadron de la RAF.
O'Meara abat un He 59 du Seenotgruppe 3 le 26 novembre 1940, un chasseur Bf 109 qui attaquait un dragueur de mines de la Royal Navy le 5 décembre et en endommage un autre le même jour.
Alors qu'il est avec le n ° 91, il est abattu par un Bf 109 et s'écrase près de Folkestone le 17 février 1941. Il reçoit une barrette ("bar" en anglais) à sa DFC le 18 mars 1941. La citation publiée dans la London Gazette rapporte que :
« Cet officier a accompli un excellent travail de pilote de chasse dans les missions nombreuses et variées qui lui ont été confiées. Dans une occasion récente, il mena une opération offensive qui s'étendit jusqu'en Hollande, et dans laquelle des troupes et un poste de canons furent mitraillés ; un navire armé a également été attaqué. Le lieutenant d'aviation O'Meara a maintenant détruit au moins onze avions ennemis. Il a donné un excellent exemple. »
Fin avril 1941, il avait détruit un autre He 59 Seenotgruppe 3. Le 3 septembre, il est promu flight lieutenant et est temporairement revient quelque temps au 64e Escadron de la RAF en tant que commandant de bord.
Il se repose des opérations en octobre 1941, rejoignant le No.1491 Target Towing Flight à Tain.
En juillet 1942, après un bref passage au No. 164 Squadron, il est affecté au Nigeria au 1432 Flight jusqu'en août 1942. Après son retour au Royaume-Uni, James O'Meara est nommé officier de liaison de la RAF auprès du chef d'état-major de l'Armée. En janvier 1943, O'Meara rejoint le No. 234 Squadron jusqu'en mars. En avril 1943, il commande le No.131 Squadron à Castletown jusqu'en mai 1944. A cette époque, il a effectué 170 sorties et revendique un Focke-Wulf Fw 190 endommagé en août 1943.
O'Meara a ensuite été affecté au QG du groupe n°10 et, en octobre 1944, a été recommandé pour une deuxième palme ("bar") à sa DFC. Le vice-maréchal de l'air Trafford Leigh-Mallory, au regard de la qualité des services rendus, a décidé plutôt de le décorer d'une DSO le 27 octobre 1944 à la place car la durée de service actif ininterrompu du squadron leader James O'Meara justifiait une reconnaissance plus élevée. Sa citation, publiée dans la London Gazette, déclarait que :
« Le squadron leader O'Meara a terminé un tour d'opérations remarquable et a fait preuve d'un haut degré de compétence et de bravoure. Son génie du leadership a été des plus évidents et a largement contribué à l'efficacité opérationnelle de l'escadron qu'il commande. Il est un combattant implacable et a détruit 12 avions ennemis et en a endommagé beaucoup d'autres. »
Le score en temps de guerre d'O'Meara est de 11 avions détruits et 2 partagés détruits, 1 détruit non confirmé, 4 probables, 11 endommagés et 1 partagé endommagé.
A la fin de la guerre, il quitte la RAF et part dans le secteur civil. Après plusieurs emplois civils, il rejoint la RAF en tant que flight lieutenant le 3 janvier 1950 à 31 ans. On lui accorde une commission permanente comme squadron leader le 1 octobre 1953. Il reste dans la RAF jusqu'à la retraite le 31 juillet 1959 à 40 ans.

### Après-guerre
Après sa retraite de la RAF, James O'Meara travaille comme architecte avant de diriger plusieurs entreprises commerciales.
Du point de vue de sa vie personnelle, elle est difficile : sa fille a été heurtée et tuée par une voiture en 1969 et sa relation avec sa femme s'est détériorée. Ils ont divorcé.
Il a ensuite dirigé un restaurant avant d'acheter un hôtel à Port Gaverne, en Cornouailles.
James O'Meara est décédé en 1974 (à 55 ans) après avoir souffert pendant plusieurs années d'une infection du foie due à un parasite contracté alors qu'il était en poste en Inde. Il est enterré au cimetière de la vieille ville de Bideford.